# Cierra Runge
Pour les articles homonymes, voir Runge.
Cierra Runge, née le 7 mars 1996 à Cochranville, est une nageuse américaine.
Elle remporte la médaille d'or du relais 4 × 200 mètres nage libre aux Jeux olympiques d'été de 2016 à Rio de Janeiro.

## Palmarès

### Championnats du monde

#### Grand bassin
- Championnats du monde 2015 à Kazan :
  -  Médaille d'or du relais 4 × 200 m nage libre (participe uniquement aux séries)
- Championnats du monde 2017 à Budapest :
  -  Médaille d'or du relais 4 × 200 m nage libre (participe uniquement aux séries)